# Лонгана
Лонгана — поселення, розташоване в східній частині острова Амбае в провінції Пенама, Вануату.
Він займає площу приблизно 50 квадратних кілометрів (19 квадратних миль).

## Саратамата
У цій частині острова знаходиться штаб-квартира провінції Пенама Саратамата. Провінційний уряд запропонував план розвитку цієї території в місто.

## Транспорт
Село обслуговує аеропорт Лонгана, код IATA LOD.